# Ophthalmoblapton macrophyllum
Ophthalmoblapton macrophyllum là một loài thực vật có hoa trong họ Đại kích. Loài này được Allemão mô tả khoa học đầu tiên năm 1849.